# Miconia glutinosa
Miconia glutinosa är en tvåhjärtbladig växtart som beskrevs av Célestin Alfred Cogniaux. Miconia glutinosa ingår i släktet Miconia och familjen Melastomataceae. Inga underarter finns listade i Catalogue of Life.